# Rafael Midchatowitsch Achmetow
Rafael Midchatowitsch Achmetow (russisch Рафаэль Мидхатович Ахметов; * 31. Januar 1989 in Leninogorsk, Russische SFSR) ist ein russischer Eishockeyspieler, der zuletzt beim HK Lada Toljatti in der Kontinentalen Hockey-Liga unter Vertrag stand.

## Karriere
Rafael Achmetow begann seine Karriere als Eishockeyspieler in der Nachwuchsabteilung von Neftechimik Nischnekamsk, für dessen Profimannschaft er in der Saison 2007/08 sein Debüt in der russischen Superliga gab. In vier Spielen blieb er dabei punktlos und erhielt zwei Strafminuten. Den Großteil der Spielzeit verbrachte er allerdings bei Neftechimiks zweiter Mannschaft in der drittklassigen Perwaja Liga. In der Saison 2008/09 erzielte der Stürmer als Leihspieler für Neftjanik Leninogorsk in 48 Spielen 30 Scorerpunkte, davon elf Tore, in der Wysschaja Liga, der zweiten russischen Spielklasse. Zudem stand er in einem Spiel für Neftechimik Nischnekamsk in der neu gegründeten Kontinentalen Hockey-Liga auf dem Eis.
In der Saison 2009/10 lief Achmetow in insgesamt 53 Spielen für Ischstal Ischewsk in der Wysschaja Liga auf, wobei er 31 Scorerpunkte, davon 14 Tore, erzielte. Parallel stand er in zwei Spielen für Reaktor Nischnekamsk, das Juniorenteam von Neftechimik, in der multinationalen Nachwuchsliga Molodjoschnaja Chokkeinaja Liga auf dem Eis und erzielte dabei je ein Tor und eine Vorlage. Die Saison 2010/11 verbrachte der Russe bei Neftjanik Almetjewsk in der neuen zweiten russischen Spielklasse, der Wysschaja Hockey-Liga. Dabei erzielte er in insgesamt 64 Spielen acht Tore und gab 22 Vorlagen.
Für die Saison 2011/12 wurde Achmetow vom slowakischen KHL-Neuling HC Lev Poprad verpflichtet. Dort konnte er sich jedoch nicht durchsetzen und spielte ausschließlich für Levs Farmteam HK Poprad in der slowakischen Extraliga. Im November 2011 wurde er zu Lokomotive Jaroslawl transferiert, bei dessen Neuaufbau in der Wysschaja Hockey-Liga er half.
Im Juni 2013 wurde Achmetow zusammen mit drei weiteren Spielern gegen Sachar Arsamaszew von Metallurg Nowokusnezk eingetauscht, kehrte aber im Januar gegen eine Entschädigungszahlung zu Lokomotive zurück. Im Juni 2014 wechselte er zum neu gegründeten HK Sotschi, wobei Lokomotive ebenfalls eine finanzielle Kompensation erhielt. Für Sotschi absolvierte er 29 KHL-Partien, ehe er gegen eine finanzielle Entschädigung an Amur Chabarowsk abgegeben wurde. Dort spielte er bis Oktober 2015 und absolvierte dabei 26 weitere KHL-Partien. Ende Oktober 2015 wurde er von seinem Heimatverein Neftechimik verpflichtet und zwei Monate später gegen ein Wahlrecht für den KHL Junior Draft 2016 an den HK Lada Toljatti abgegeben.

## Statistik
(Stand: Ende der Saison 2017/18)